# Miloš Belák
Miloš Belák (* 2. ledna 1965) je bývalý český fotbalista, záložník, reprezentant Československa.

## Fotbalová kariéra
Za československou reprezentaci nastoupil v roce 1990 ve 2 utkáních. dvě utkání, 7× nastoupil v olympijském výběru (2 góly). V lize odehrál 187 zápasů a vstřelil 39 branek. Hrál za Bohemians (1983–1984, 1986–1989), Duklu Praha (1984–1986) a Plastiku Nitra (1989–1992). Ve slovenské lize hrál za 1. FC Košice (1993–1994). V Poháru vítězů pohárů nastoupil v 8 utkáních a v Poháru UEFA v 5 utkáních.

## Ligová bilance
| Ročník                                   | Zápasy | Góly | Klub            |
| ---------------------------------------- | ------ | ---- | --------------- |
| 1. československá fotbalová liga 1983/84 | 14     | 2    | Bohemians Praha |
| 1. československá fotbalová liga 1984/85 | 25     | 7    | Dukla Praha     |
| 1. československá fotbalová liga 1985/86 | 13     | 3    | Dukla Praha     |
| 1. československá fotbalová liga 1986/87 | 26     | 3    | Bohemians Praha |
| 1. československá fotbalová liga 1987/88 | 28     | 5    | Bohemians Praha |
| 1. československá fotbalová liga 1988/89 | 27     | 7    | Bohemians Praha |
| 1. československá fotbalová liga 1989/90 | 28     | 6    | Plastika Nitra  |
| 1. československá fotbalová liga 1990/91 | 26     | 6    | FC Nitra        |
| CELKEM 1. československá liga            | 187    | 39   |                 |